# Carlos Alberto Sánchez
Carlos Alberto Sánchez (San Miguel de Tucumán, 24 aprile 1963) è un arcivescovo cattolico argentino, dal 23 agosto 2017 arcivescovo metropolita di Tucumán.

## Biografia

### Infanzia e formazione
Carlos Alberto Sánchez è nato il 24 aprile 1963 a San Miguel de Tucumán, provincia ed arcidiocesi di Tucumán, nel nord dell'Argentina. È il quinto dei sei figli di Clemente Sánchez e María Elena Chimirri; gli altri suoi fratelli e sorelle, in ordine, sono: Mario Oscar, Manuel Antonio (deceduto), Liliana de los Ángeles (religiosa dei servi di San José), Stella Maris, e l'ultimogenito Aldo Fabián. La famiglia viveva nella città di Luján, vicino alla grande Basilica neogotica dove è conservata la statua di Nostra Signora di Luján, meta di migliaia di pellegrini ogni anno.
All'età di otto anni, l'8 dicembre 1971, ha ricevuto la prima comunione nella Basilica di Luján, dalle mani dell'allora parroco monsignor José Arbó; qui si è anche preparato per ricevere il sacramento della confermazione, avendo come catechista il seminarista José Antonio Berengel, poi sacerdote. Frequentava la scuola parrocchiale quando nel 1973, all'età di dieci anni, ha ricevuto un volantino che lo invitava a visitare il Seminario minore. Carlos Alberto aveva scoperto di voler essere "come padre Arbó", che aiutava anche come chierichetto, per cui lo informò della sua intenzione di entrare in Seminario; il parroco ne ha quindi discusso con i genitori, che hanno accettato la decisione.
Dopo aver compiuto gli studi primari e secondari, si è iscritto presso il Seminario maggiore Nuestra Señora de la Merced y San José presso San Miguel de Tucumán, per studiare filosofia e teologia. Al termine del percorso di studi, ha ricevuto l'ordinazione sacerdotale il 24 giugno 1988, presso la Cattedrale di Nostra Signora dell'Incarnazione, per imposizione delle mani di monsignor Horacio Alberto Bózzoli, arcivescovo metropolita di Tucumán; si è incardinato, venticinquenne, nella medesima arcidiocesi.

### Ministero sacerdotale
Poco dopo l'ordinazione, gli è stato assegnato il primo incarico pastorale nella città di San Miguel de Tucumán, come vicario parrocchiale, avendo in affido le parrocchie di Inmaculado Corazón de María, Santísimo Sacramento, San Pío X e Nuestra Señora de Luján; in seguito, è stato traslato come parroco di Nuestra Señora del Rosario a Burruyacú, nella stessa provincia. Dal 2011 fino alla nomina episcopale, è stato parroco della Basilica di Nuestra Señora de la Merced, costruita sul luogo in cui il generale Manuel Belgrano dichiarò che, grazie all'intercessione della Vergine Maria, si era compiuta la vittoria della battaglia di Tucumán, combattuta il 24 settembre 1812.
Padre Carlos è stato anche rettore del Seminario minore di San José e direttore spirituale del Seminario maggiore di Nuestra Señora de la Merced y San José. Dal 2007 al 2011 è stato vicario generale dell'arcidiocesi di Tucumán, mentre tra il 2012 ed il 2014 ha ricoperto l'incarico di vicario episcopale per la pastorale. Fin dall'inizio ha fatto parte del gruppo per il Ministero per la pastorale giovanile e vocazionale dell'arcidiocesi, svolgendo anche il ruolo professore di introduzione alle Sacre Scritture e di teologia morale presso l'Istituto Superiore di Scienze Sacre Santo Toribio de Mogrovejo, nonché di teologia pastorale presso il Seminario maggiore. Inoltre, è stato anche membro del Segretariato Nazionale per la Formazione Permanente dei Sacerdoti, che dipende dalla Conferenza Episcopale d'Argentina, nonché del Collegio dei consultori.

### Ministero episcopale
Il 23 agosto 2017, il connazionale papa Francesco ha nominato padre Sánchez nuovo arcivescovo metropolita di Tucumán; è succeduto a monsignor Alfredo Horacio Zecca, nominato arcivescovo titolare di Bolsena il 9 giugno precedente. Il suo predecessore, ufficialmente dimessosi per motivi di salute, è in realtà stato rimosso perché accusato di non aver difeso la memoria di padre Juan Viroche, ucciso dai narcotrafficanti e calunniato per far credere contro ogni evidenza alla tesi del suicidio, anche a causa del legame con l'ex governatore José Alperovich, legato alla malavita locale.
Il 13 ottobre dello stesso anno, ha ricevuto la consacrazione episcopale allo Stadio Monumental José Fierro di San Miguel de Tucumán, per imposizione delle mani del cardinale Luis Héctor Villalba, arcivescovo emerito di Tucumán, assistito dai co-consacranti monsignori Zecca, suo immediato predecessore, José Melitón Chávez, vescovo di Añatuya, Luis Urbanč, vescovo di Catamarca, ed il domenicano Armando José María Rossi, vescovo di Concepción. Come suo motto episcopale, il cinquantaquattrenne neo arcivescovo ha scelto Estoy entre ustedes como el que sirve, che tradotto vuol dire "Sto in mezzo a voi come colui che serve" (Luca 22, 27).
Nel mese di febbraio 2019, il francescano Luis Antonio Scozzina, vescovo di Orán, in accordo con la Congregazione per i vescovi, ha annunciato la nomina di monsignor Sánchez come responsabile del processo di indagine diocesana sulle denunce dirette verso monsignor Gustavo Oscar Zanchetta, vescovo emerito di Orán chiamato come assessore dell'Amministrazione del patrimonio della Sede Apostolica, sotto inchiesta per presunti abusi sessuali e di potere. Il 16 maggio dello stesso, assieme ad altri membri dell'episcopato argentino, si è recato in visita ad limina apostolorum, incontrando il Pontefice per discutere della situazione e dei problemi relativi alla sua arcidiocesi. Come membro dell'episcopato sudamericano, ha preso parte all'Assemblea speciale per la Regione Panamazzonica del Sinodo dei Vescovi, svoltasi in Vaticano dal 6 al 27 ottobre 2019.

## Genealogia episcopale
La genealogia episcopale è:
- Cardinale Scipione Rebiba
- Cardinale Giulio Antonio Santori
- Cardinale Girolamo Bernerio, O.P.
- Arcivescovo Galeazzo Sanvitale
- Cardinale Ludovico Ludovisi
- Cardinale Luigi Caetani
- Cardinale Ulderico Carpegna
- Cardinale Paluzzo Paluzzi Altieri degli Albertoni
- Papa Benedetto XIII
- Papa Benedetto XIV
- Papa Clemente XIII
- Cardinale Bernardino Giraud
- Cardinale Alessandro Mattei
- Cardinale Pietro Francesco Galleffi
- Cardinale Giacomo Filippo Fransoni
- Cardinale Carlo Sacconi
- Cardinale Edward Henry Howard
- Cardinale Mariano Rampolla del Tindaro
- Cardinale Antonio Vico
- Arcivescovo Filippo Cortesi
- Arcivescovo Fermín Emilio Lafitte
- Cardinale Juan Carlos Aramburu
- Cardinale Luis Héctor Villalba
- Arcivescovo Carlos Alberto Sánchez

## Araldica
| Stemma | Descrizione |
| ------ | --- |
|        | Al centro dello scudo si trova l'Eucarestia, "fonte e apice di tutta la vita cristiana" (LG 11), memoria quotidiana e riconoscente della Chiesa, su cui si fonda la sua gioia evangelizzatrice (Cf EG 13). L'Eucarestia fa la Chiesa. La Chiesa fa l'Eucarestia. Le mani, mentre formano un calice contenente l'Eucarestia, simboleggiano il servizio al Popolo di Dio che il Vescovo desidera esercitare nel suo ministero, a immagine di Cristo, "che non è venuto per essere servito, ma per servire" (Mt 20, 28). La vita del vescovo piena della presenza di Gesù offre a tutti gli uomini il Cristo vivente con la gioiosa dedizione della sua vita al servizio di tutti. Il vescovo "deve comportarsi come uno che serve" (LG 27), senza cercare "onori", prendendosi cura del "Popolo di Dio" con "tenerezza e misericordia". Nella parte inferiore dello scudo si trovano le colline di Tucumán, che simboleggiano la terra di origine del vescovo, con colori vivaci, tipici del "Giardino della Repubblica". È la Chiesa in relazione a un luogo. È una porzione del Popolo di Dio in un determinato territorio. Ogni territorio ha estensione, geografia, paesaggio, clima, caratteristiche, possibilità, limiti e difficoltà. La diocesi è la Chiesa presente in un certo posto. La stella simboleggia la Vergine Maria, Stella della Nuova Evangelizzazione, Madre del Vangelo vivente (Cf EG 287) e Madre della Misericordia, a cui il vescovo affida il suo ministero; sullo sfondo il cielo blu delle colline di Tucumán. Nella scuola di Maria, la Chiesa impara continuamente lo stile di una maternità generosa e attenta, di un amore che non aspetta, ma piuttosto anticipa i bisogni degli uomini e si prende cura specificamente di loro, dando loro non solo la vita, ma il gioia e significato della vita stessa. Il motto episcopale Estoy entre ustedes como el que sirve, è tratto da Luca 22, 27. Perché il vescovo vuole essere la trasparenza di Gesù Buon Pastore, che dà la vita per le pecore attraverso un servizio gioioso ed evangelizzatore. Dare la vita vuol dire donarsi ogni giorno nel ministero episcopale; dare la Parola e donarsi Parola fatta, dare l'Eucarestia e donarsi pane fatto, donarsi per far crescere la comunità in un itinerario di fede e carità mature. |